# Теорія виходу з Індії
Теорія виходу з Індії — наукова гіпотеза про те, що індоєвропейська мовна сім'я виникла на Індійському субконтиненті і поширилася по території індоєвропейського регіону через низку міграцій.
Теорія виходу з Індії з'явилася наприкінці XVIII століття в спробі пояснити зв'язок, який існує між санскритом та європейськими мовами. Відомим її раннім прихильником був Фрідріх Шлегель (1772—1829). Згодом теорія була відкинута лінгвістами, що віддали перевагу курганній гіпотезі. Проте, результати проведених в 2000-і роки генетичних досліджень поставили під сумнів гіпотези про доісторичну міграцію індоєвропейців в Індію.
Теорія результату з Індії приймається багатьма індійськими націоналістами і часто є предметом обговорення в індійській політиці. Прихильники теорії виходу з Індії приймають як факт те, що Індська цивілізація була індоарійською і в своїй аргументації переважно спираються на докази з санскритської літератури. Теорія виходу з Індії завжди мала прихильників серед вчених. Найвідомішими сучасними захисниками теорії є фламандський індолог Конрад Ельст, німецько-канадський індолог Клаус Клостермайер, грецький санскритолог Ніколас Казанас, індійський автор і дослідник Шрікант Талагері  та індійський археолог Брадж Басі Лал

## Історія
Відкриття зв'язку між індійськими та європейськими мовами привело наприкінці XVIII століття до створення індоєвропеїстики, і деякі дослідники припустили, що праіндоєвропейською мовою має бути санскрит. Подібної думки дотримувався Фрідріх Шлегель — один з видатних індоєвропеїстів раннього періоду. Він, поряд з деякими іншими вченими, висунув гіпотезу про те, що Індія була прабатьківщиною всіх індоєвропейських мов. Проте багато вчених, такі як Вільям Джонс, з самого початку вважали, що санскрит і споріднені з ним мови походять від загальної індоєвропейської прамови.
Розвиток порівняльно-історичного мовознавства, особливо закону палаталізації, і відкриття гортанних звуків у хеттській мові похитнуло статус санскриту як найдавнішої мови у відтвореній сім'ї, приділивши йому роль однієї з дочірніх мов індоєвропейської прамови. Це значно ослабило позицію прихильників гіпотези про те, що Індія була прабатьківщиною індоєвропейців.
Етнолог та філолог Роберт Гордон Латам був одним з перших учених, які висунули гіпотезу про те, що, згідно з принципами природної науки, місцем походження мовної сім'ї, швидше за все, є район її найбільшого розмаїття, який, у випадку з індоєвропейськими мовами, розташований у центральній і східній Європі, де знаходяться італійська, венетська, іллірійська мова, германська, балтійська, слов'янська, фракійська і грецька гілки індоєвропейської мовної сім'ї, на противагу Південної Азії, де існують тільки індоарійські мови. Лачхмі Дхар Калла аргументує, що більше лінгвістичне розмаїття індоєвропейських мов в Європі є результатом асиміляції тубільних мовних елементів, а прабатьківщину мовної сім'ї слід шукати в районі найменших мовних змін, де мовна сім'я найменше зазнала субстратного впливу. Аргументи Лачхмі Дхара також застосовували і в західних дебатах про індоєвропейську прабатьківщину, де вони використовувалися в питанні перебування індоєвропейської прабатьківщини біля району поширення литовської та анатолійської гілки індоєвропейських мов.

## Хронологія
Історію Індії неоліта і бронзової доби прийнято ділити на чотири періоди:
1. Дохараппський (ок. 7000 до 3300 до Р. Х.)
2. Ранньохараппський (3300 до 2600 до Р. Х.)
3. Зрілий хараппський (2600 до 1900 до Р. Х.)
4. Піздньохараппський (1900 до 1300 до Р. Х.)

Варіант гіпотези про індійську прабатьківщині аріїв, запропоновано Конрадом Ельстом і названо їм «новою моделлю не вторгнення», полягає в наступному:
У VI тисячолітті до Р. Х. протоіндоєвропейці мешкали у північноіндійському регіоні Пенджаб. В результаті демографічної експансії, вони заселили Бактрію і Согдіану. Парадас рушили далі, заселивши узбережжі Каспійського моря і більшу частину Центральної Азії, в той час як сіни мігрували на північ і оселилися у Таримському басейні у північно-західному Китаї, сформувавши тохарську групу індоєвропейців. Ці групи належали до протоанатолійців і осіли в цьому регіоні до XX століття до н. е. Ці народи говорили на найдавнішій формі протоіндоевропейської мови, яка, в процесі спілкування з населенням Анатолії і Балканського регіону, перетворилася у самостійний діалект. Мешкаючи у Центральній Азії, вони почали використовувати коней. У більш пізній період, вони заселили Західну Європу, принісши, таким чином, індоєвропейські мови у цей регіон. Протягом IV тис. до Р. Х. цивілізація на півострові Індостан еволюціонувала в урбаністську Індську цивілізацію. В цей же період, протоіндоєвропейські мови еволюціонували в протоіндоіранську мову. В цей же період індоіранці, в результаті внутрішніх протистоянь і конфліктів, поступово виділилися в окрему групу і мігрували на захід у напрямку Месопотамії і Персії (де, можливо, мешкали пахлави) і також розселилися на частині території Центральної Азії. Коли міграція підійшла до кінця, в Індії залишилися протоіндоарії. Наприкінці зрілого харапського періоду, річка Сарасваті почала висихати і індоарійці що залишилися розділилися на низку груп. Одні з них мігрували у західному напрямку і до XV століття до Р. Х. і стали правити хуритським царством Мітанні (див. мітаннійська арійська мова), інші — мігрували на схід і заселили Індо-Гангську рівнину, а деякі — попрямували на південь і увійшли в контакт з дравідами.

## Мовознавство
Шрікант Талагері та Ніколас Казанас адаптували до теорії виходу з Індії модель поширення мов Джоханни Ніколс, перемістивши запропоновану Ніколс передбачувану прабатьківщину індоєвропейців з Бактрії-Согдіани в Індію. Ці ідеї не відповідають пануючим уявленням в сучасній лінгвістиці. Конрад Ельст, в свою чергу стверджує, що найімовірніше прабатьківщина індоєвропейців розташовувалася у фонетичному ареалі сатем. Відповідно до альтернативного пояснення, яке дають прихильники «індійської прабатьківщини», Індія спочатку була ареалом кентум. Перші носії індоєвропейських діалектів, що мігрували, (хетського, італійського, кельтського і германського) перенесли групу кентум у межі індоєвропейського поширення (Європу, Анатолію, Китай). Такі діалекти, як балтійський, фракійський та фригійський, носії яких мігрували пізніше, знаходилися в процесі формування. Носії слов'янського, іранського і вірменського діалектів мігрували останніми — ці діалекти, разом з рештою на території Індійського субконтиненту індоарійськими мовами прийняли форму сатем. Подібне пояснення узгоджується з так званою «побічною теорією», згідно з якою найконсервативніші мовні форми розташовуються на окраїнах ареалу, а не в його центрі.

### Порівняльно-історичне мовознавство

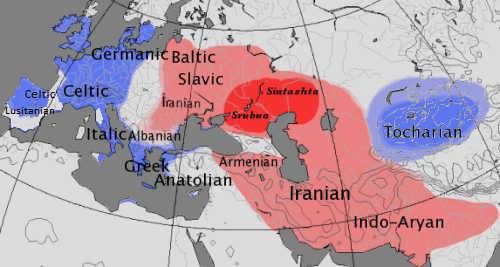
Мапа еволюції індоєвропейських мов, де ареал сатем показаний червоним кольором. Центральний ареал сатемізації позначено темно-червоним кольором і відповідає археологічним культурам Сінташта-Петрівка-Аркаїм, Абашевської та Зрубної.

Існує дванадцять гілок індоєвропейської мовної сім'ї. Дві індоіранські гілки, індійська (індоарійська) та іранська, переважають на сході, на території Скіфії, Ірану і Північної Індії. Хоча серед вчених не існує єдиної думки щодо точної послідовності, в якій різні сім'ї розділилися і мігрували з прабатьківщини, більшість лінгвістів дотримується думки, що анатолійська була першою гілкою, що відокремилася від індоєвропейської сім'ї.
Додатково до цього, греко-арійська ізоглоса показує, що грецька та індоіранські мови, можливо, якийсь час мали спільну прабатьківщину, перед тим як відокремитися від інших індоєвропейських гілок. Можливо, ця прабатьківщина розташовувалася у північно-західній Індії (гіпотеза, якій віддають перевагу прихильники теорії виходу з Індії) — або у Понтійсько-Каспійській степовій області, як вважають прихильники Курганної гіпотези.
За професором лінгвістики і санскриту Іллінойського університету в Урбана-Шампейн Гансу Гоку, якщо не брати до уваги такі лінгвістичні докази, як ізоглоса, тоді гіпотезу виходу з Індії «порівняно легко прийняти»..

### Субстратний вплив у ведійському санскриті
Однією з основних причин, по якій Індію не приймають як можливу індоєвропейську прабатьківщину, є наявність у Південній Азії доїндоєвропейського мовного субстрату.
Томас Барроу склав список з 500 субстратних слів у «Рігведі» які, як він вважає, були запозичені з дравідийських мов. Франціскус Кейпер виявив 383 рігведійських слів які не мають індоарійського походження — це становить близько 4 % мовного словника «Рігведи». На його думку, вони були запозичені з давньої дравідійської мови, давньої мови мунда та низки інших мов. Пауль Тіме, в свою чергу, виступає проти дравидійської етимології слів ведійського санскриту, даючи їм індоарійські та санскритські етимології. Він посилається на те, що на його думку є невірно спрямованим «ретельністю відшукувати дравиіийські запозичення у санскриті». Рахул Петер Дас стверджує, що «не існує навіть одного випадку, в якому субстратне походження як рігведійських, так і, можливо взагалі ведійських слів отримало загальне визнання». Кейпер вказує на наявність великого обсягу індоєвропейського порівняльного матеріалу, і обмежений обсяг дравідійського і мунда. На його думку, неможливість ясного підтвердження індоєвропейської етимології ведійського слова свідчить про відсутність такої. Вітцель аргументує, що у найраніших шарах «Рігведи» помітно вплив стародавніх форм мов мунда, і тільки в більш пізніх — дравидійських мов, з чого можна зробити висновок, що суперечить загальноприйнятим за останні два століття поглядам: спочатку Пенджаб населяли носії давньої форми мови мунда, а не дравідійці, з якими арії увійшли в контакт пізніше.
Дравідійські та інші південноазійські мови поділяють з індоарійських мовами ряд синтаксичних і морфологічних рис, чужих іншим індоєвропейським мовам. Фонологічно, присутні ретрофлексні приголосні, які перемежовуються з зубними приголосними в індоарійських мовах, а морфологічно — герундій. Ряд лінгвістів-прихильників теорії про зовнішнє походження арійських мов схильні до визнання того, що різниця у синтаксичному розвитку в індоарійських мовах є продуктом внутрішнього розвитку, а не результатом субстратних впливів або адстрату.. Тікканен стверджує, що «беручи до уваги виключно регіональний вплив ретрофлексних приголосних і їх присутність в багатьох ранніх запозичених словах, здається малоймовірною теорія, згідно з якою індоарійські ретрофлексні приголосні з'явилися в регіоні, в якому був відсутній їх субстрат».
Недоліком також є великий часовий проміжок між порівнюваними джерелами, що може розглядатися як серйозний методологічний недолік. Синтаксис «Рігведи» порівнюється з відтвореною протодравідською мовою. Першими що повністю читаються, піддаються датуванню, і досить об'ємними для використання в лінгвістичному аналізі є тамільські написи династії Паллавів середини VI століття по Р. Х., що з'явилися через цілих два тисячоліття після «Рігведи». Подібним же чином, існує вкрай замалий матеріал для порівняльного аналізу мов мунда — часовий проміжок, в цьому випадку, становить цілих 3,5 тис. років.
Конрад стверджує, що присутність дравидійських елементів в санскриті цілком можна пояснити в рамках теорії виходу з Індії. Використовуючи гіпотезу Девіда Макальпін про елам-дравидійські мови, Ельст передбачає, що Месопотамія була їх стародавньою прабатьківщиною, звідки мови поширилися по узбережжю до Сінду і далі до Південної Індії, де вони присутні і донині. Згідно Ельсту, ця теорія підтримує ідею про те, що ранньохараппська культура, можливо, була дво- або багатомовної. Ельст стверджує, що присутність мови брагуї, схожість між еламськими та хараппськими написами, а також схожість індоарійської та дравідійської мов вказує на те, що носії цих мов взаємодіяли до приходу індоарійців на південь і змішання рас що послідкувало за цим.
Ельфенбайн аргументує, що присутність брагуї у Белуджистані пояснюється пізньої міграцією, що сталася протягом останнього тисячоліття.
Згідно Ельсту, існують лінгвістичні докази того, що сліди дравідійської впливу в Махараштрі і Гуджараті поступово зникли. Деякі елементи в тамільському Сангам, що представляє давню форму тамільської мови, вказують на його схожість з санскритом або пракрити. Так як найдавніша пізнавана форма тамільської мови має сліди індоарійського впливу, можна припустити, що це санскритський вплив став результатом міграції через прибережні регіони Західної Індії.
Терренс Кауфман і Сара Томасон, специфічно описуючи феномен мовного контакту, стверджують, що існують вагомі докази дравідійського впливу на індоарійські мови, що стався в результаті переймання індоарійських мов носіями дравидійських мов. Незважаючи на те, що багато нових рис в індоарійських мовах можна пояснити внутрішніми впливами, всі вони піддаються поясненню тільки раннім впливом дравидійських мов. Таким чином, це питання принципу достатньої підстави — ранній дравідійський вплив пояснює низку нових рис в індоарійських мовах набагато краще, ніж будь-яке із запропонованих «внутрішніх» пояснень..
На думку Джорджа Ердосі, присутність дравидійських елементів у древніх індоарійських мовах найправдоподібніше можна пояснити тим, що для більшості древніх носіїв індоарійських мов дравидійська була рідною мовою, яку вони поступово забули.

### Гідротопоніміка
Індоарійські мови є найдавнішим джерелом топонімів та гідронімів у Північній Індії. Шрікант Талагері вважає це доказом того, що індоарійці були найдавнішим документованим населенням регіону.
Згідно Вітцелю «у Північній Індії, назви річок мають санскритські імена раннього ведійського періоду і імена похідні від дочірніх мов санскриту, які з'явилися пізніше». Талагері розглядає це як доказ теорії виходу з Індії, хоча сам Вітцель не приймає подібні висновки, вказуючи на те, що несанскритські назви часто зустрічаються в регіоні Сарасваті (Гхаггар).
На думку Казанаса, це є свідченням того, що Хараппська цивілізація знаходилася під контролем носіїв індоарійських мов, з чого можна зробити висновок, що прибуття індоарійських мігрантів в район Індської цивілізації у пізній Хараппський період не могло привести до радикальної зміни всієї місцевої гідронимії. Проте, згідно з Вітцель: «Нездатність зберегти давні гідроніми навіть в долині річки Інд (за невеликими винятками) вказує на розмах соціального і політичного обвалу, що спіткало місцеве населення».

### Положення санскриту
У ведійському санскриті збереглося безліч архаїчних аспектів, кажучи словами Томаса Барроу: «Ведійський санскрит — мова, яка багато в чому архаїчніша і менш відмінна від початкової індоєвропейської, ніж будь-який інший член індоєвропейської мовної сім'ї».
На думку Казанаса, ця мовна стабільність співвідноситься з географічної стабільністю: «якби індоарійці мігрували багато тисяч кілометрів (з російських степів, Європи та/або Анатолії) протягом дуже тривалого, багатовікового періоду, зустрічаючи на своєму шляху безліч інших культур, їх мова мала зазнати набагато швидші і значні зміни».
Едвін Брайант стверджує, що як контраргумент подібним міркуванням можна привести альтернативне пояснення наявності у ведійському санскриті індоєвропейського акценту: будучи священною мовою, санскрит штучним чином зберіг форми, які інакше еволюціонували б і перетворилися б у звичайну розмовну мову. Ведійський санскрит, також як і інші священні мови, є мертвою мовою, розвинувся в класичний санскрит до VI століття до Р. Х. і встановилися через багато століть після того, як Північна Індія була заселена індоаріями.
Для порівняння, литовська мова є сучасною, національною мовою, в якій по сьогоднішній день збереглися індоєвропейські архаїзми, на тисячі років довше ніж в ведійському санскриті

## Філологія
Визначення епохи, в яку з'явилася і розцвіла ведійська література, має важливе значення в індоарійському питанні. У найдавнішому ведійському тексті, «Рігведі», міститься безліч посилань на місця і природні феномени на території нинішніх Пенджабу і Хар'яна, де, імовірно, вона і була написана. Дата складання «Рігведи» відповідає періоду ранньої присутності ведійських аріїв в Індії. Згідно із загальноприйнятою науковою думкою, «Рігведа» була складена в середині II тисячоліття до Р. Х. у пізній Хараппський період.. Прихильники теорії виходу з Індії вважають, що текст «Рігведи» набагато давніший і був складений у ранній Хараппський період. Пов'язуючи археологічні та астрономічні свідоцтва з даними, що є у ведійських текстах, прихильники теорії вважають, що велика частина «Рігведи» була складена до періоду індської цивілізації.

### Річка Сарасваті
У багатьох гімнах всіх десяти мандал «Рігведи» (за винятком 4-ї) прославляється або згадується могутня річка Сарасваті що протікає «від гір до Індійського океану». Шрікант Талагері стверджує, що «Сарасваті згадується набагато частіше, ніж Інд і грає настільки важливу роль у всій „Рігведі“, що їй поклоняються як однієї з трьох великих богинь».
Згідно висновкам вчених, які займаються вивченням навколишнього середовища у доісторичні часи, річка Сарасваті висохла після того, як принаймні дві з її приток, Сатледж і Ямуна, змінили своє русло. «Низка тектонічних подій відвела русло Сатледж на захід (до Інду), а Ямуна на схід (до Гангу) … цим пояснюється зникнення такої могутньої ріки як Сарасваті». Процес завершився близько 1750 року до Р. Х., але почався він набагато раніше, можливо зі зміщення пластів і величезної повені в період між 2100 і 1900 роками до Р. Х. П. Х. Франкфорт, використовуючи зображення, отримані з французького супутника SPOT виявив, що величезна ріка Сарасваті існувала у дохараппський період і розпочала висихати в середині IV тисячоліття до Р. Х. Під час харапського періоду, складна мережа іригаційних каналів використовувалася тільки у південній частині долини річки Інд. Згідно з цими дослідженнями, датою складання «Рігведи» можна вважати початок IV тисячоліття до Р. Х.
Проте, в 10-й мандалі «Рігведи», дається список назв річок, в якому Сарасваті просто згадується, а величається в основному Інд. Це можна пояснити тим, що гімн з останньої, 10-й мандали «Рігведи», можливо, датується періодом, коли Сарасваті розпочала висихати (середина IV тисячоліття до Р. Х.) і втратила свою перевагу. Більшість вчених сходяться на тому, що 10-а мандала «Рігведи» була складена пізніше.
Уздовж русла Сарасваті було виявлено 414 археологічних пам'яток, тоді як в долині річки Інд — тільки близько сорока. Близько 80 % виявлених місць розкопок датуються IV або III тисячоліттям до Р. Х., з чого можна припустити, що культура в долині річки Сарасваті в цей час перебувала у періоді свого розквіту.. Якщо прийняти, що рігведійські гімни були складені у цей період, то індоарійська міграція логічно не могла мати місця, так як індоєвропейці мали мешкати в Індії вже в IV тисячолітті до Р. Х. В 2010-і роки були проведені дослідження, які показали, що Сарасваті пересохла близько 8 тис. років тому, тобто ще до виникнення Індської цивілізації.